# Loma Chapultepec
Loma Chapultepec är en ort i Mexiko.   Den ligger i kommunen Huautla de Jiménez och delstaten Oaxaca, i den sydöstra delen av landet, 280 km sydost om huvudstaden Mexico City. Loma Chapultepec ligger 1 711 meter över havet och antalet invånare är 1 042.
Terrängen runt Loma Chapultepec är kuperad norrut, men söderut är den bergig. Runt Loma Chapultepec är det ganska glesbefolkat, med 36 invånare per kvadratkilometer. Närmaste större samhälle är Huautla de Jiménez, 1,3 km norr om Loma Chapultepec. I omgivningarna runt Loma Chapultepec växer i huvudsak städsegrön lövskog.